# El Pobo
El Pobo is een gemeente in de Spaanse provincie Teruel in de regio Aragón met een oppervlakte van 63,60 km². El Pobo telt 132 inwoners (1 januari 2016).

## Demografische ontwikkeling
Bron: INE, 1857-2011: volkstellingen